# Software Freedom Conservancy
Software Freedom Conservancy è un'organizzazione che fornisce supporti e servizi a sviluppatori di progetti open source software fondata nel 2006 con l'aiuto del Software Freedom Law Center.